# Éditions Paquet
 (novembre 2018).
Les éditions Paquet est une maison d'édition suisse spécialisée dans la bande dessinée. Elle est connue pour ses séries Lincoln, Le Voyage des pères, ou ses collections automobile (Calandre) et aviation (Cockpit). 

## Historique
Les éditions Paquet ont été fondées à Genève en 1996 par Pierre Paquet, alors seulement âgé de 22 ans. Par ailleurs, celui-ci est également devenu un auteur de bande dessinée,. Il a notamment publié en 2010 Un regard par-dessus l’épaule en duo avec l'illustrateur Tony Sandoval, et PDM en 2015.
Depuis 2014, le Groupe Paquet inclut aussi les éditeurs Chours (jeunesse), Kramiek (humour et aventure), EP Média (tout public), Place du Sablon (rééditions patrimoniales),, le sigle « EP » correspondant à l'ancien éditeur Emmanuel Proust éditions racheté par Paquet en mars 2014, qui l'a intégré à son groupe éditorial en en laissant la direction à son fondateur Emmanuel Proust,.

## Principaux auteurs
- Diego Aranega - Focu
- Alfonso Casas - Le Dernier des étés
- Michel Constant - Mauro Caldi
- François Darnaudet - Harpignies, Witchazel
- Jean-Luc Delvaux - Une aventure de Jacques Gipar
- Baudouin Deville - Continental circus, Rider on the storm
- Renaud Dillies - Betty blues, Sumato
- Thierry Dubois - Une aventure de Jacques Gipar, C'était la Nationale 7, Chroniques de la Nationale 7, Le Merlu
- E411 - Schumi
- Régis Hautière - Au-delà des nuages
- Romain Hugault - Le Grand Duc, Au-delà des nuages, Le Pilote à l'Edelweiss, Le Dernier Envol, Angel Wings, Pin-up wings
- Jérôme Jouvray et Olivier Jouvray - Lincoln
- Michel Koeniguer - Nombreux albums dans les collections « Cockpit » et « Mémoire »
- Denis Lapière - Mauro Caldi
- Lee Do Hoo - Le Bandit généreux
- Olivier Marin - Les Enquêtes auto de Margot, Les Aventures de Betsy, Jo Siffert
- David Ratte - Toxic planet, Le Voyage des pères, L'Exode selon Yona, Mamada
- Stan Sakai - Usagi Yojimbo
- Sti - Les Rabbit, Michel chien fidèle
- Tony Sandoval - Le cadavre et le sofa, Nocturno, Doomboy, Serpent d'eau, Mille tempêtes, Rendez-vous à Phoenix
- Seiho Takizawa - un Panther en Ukraine, de nombreux albums dans les collections « Cockpit »
- Emilio Van der Zuiden - Les enquêtes auto de Margot, Les Filles de l'Oncle Bob, Mc Queen, Les Beresford
- Thomas von Kummant - La Chronique des immortels, Gung Ho
- Étienne Willem -  L'Épée d'Ardenois, Vieille bruyère et bas de soie, Les Ailes du singe
- Yann - Le Grand Duc, Le Pilote à l'Edelweiss, Angel Wings
- Alfonso Zapico - La Guerre du professeur Bertenev
- Zidrou - Schumi
- Valp - Lock

## Collections

### Asie
- Le Bandit généreux
- Usagi Yojimbo

### Cabestan
- Le Grand Fleuve

### Calandre
- Mauro Caldi
- Nationale 7
- Une aventure de Jacques Gipar
- Les enquêtes auto de Margot
- Brian Bones, détective privé

### Cockpit
- Angel Wings
- Au-delà des nuages
- Ciel en ruine
- Le Dernier Envol
- Le Grand Duc
- Le Pilote à l'Edelweiss
- Japanese Zero Fighter
- 103e escadrille de chasse
- Japanese Interceptors 1945
- L'As de l'aviation
- Opérations dans le pacifique
- Un cri dans un ciel bleu
- Pilotes de guerre
- Intercepteurs

### Mémoire
- Auschwitz (originellement chez Emmanuel Proust éditions)
- Berlin sera notre tombeau (trois tomes)

### Paquet
- Lincoln

### Perfectus
- Romain Hugault - Le Grand Duc, Au-delà des nuages, Le Pilote à l'Edelweiss, Le Dernier Envol
- David Ratte - Le Voyage des pères
- Zerocalcare - La Prophétie du Tatou